# Sic transit gloria mundi

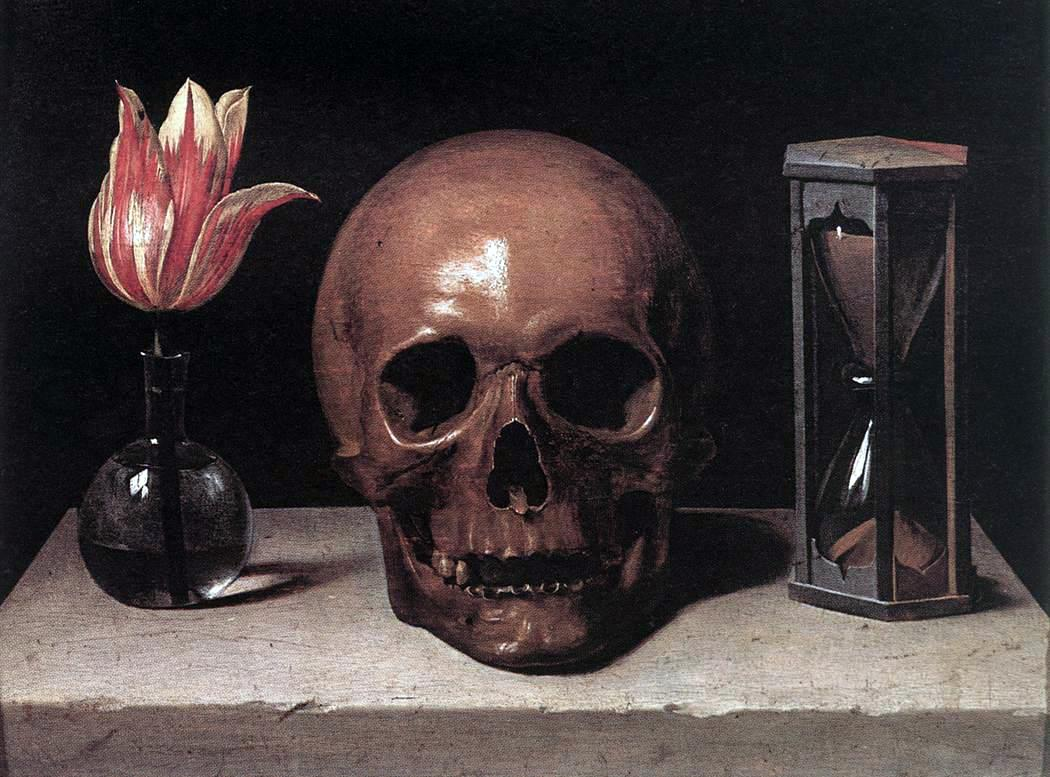
Calavera amb flor i rellotge de sorra, en referència a la fugacitat dels afers mundans.

Sic transit gloria mundi és una locució llatina que significa literalment «Així passa la glòria del món» i que posa de manifest el caràcter efímer dels èxits i dels triomfs.

## Origen
L'origen de l'expressió provindria d'un passatge de la Imitació de Crist de Tomàs de Kempis (1380 - 1471), en la qual apareix la frase O quam cito transit gloria mundi (Imitació de Crist 1, 3, 6) («Oh, que ràpid passa la glòria del món»).

## Ús
- És una frase que es fa servir durant la cerimònia de coronació de nous papes. En un determinat moment un monjo interromp l'acte, portant unes branques de lli cremant i, quan s'han acabat de consumir, diu «Sancte Pater, sic transit gloria mundi» («Sant Pare, així passa la glòria del món») recordant al papa que malgrat la tradició i la magnificència de la cerimònia, no deixa de ser un mortal. Aquest costum és comparable al de les celebracions dels triomfs a l'antiga Roma, quan el general victoriós duia al darrere un esclau que li repetia les paraules «Memento mori», sovint traduïdes com «recorda que ets mortal».

- També es pot trobar l'expressió en molts cementiris inscrita en la tomba de personatges famosos o populars.

- La frase fou dita pel primer ministre italià Silvio Berlusconi arran de la mort del dirigent libi Moammar al-Gaddafi el 20 d'octubre de 2011.[1]

- Paradoxalment aquesta mateixa expressió fou emprada irònicament en la premsa en referència al mateix Silvio Berlusconi poc abans que dimitís.